# Sofiya Kaspulatova
Sofiya Kaspulatova est une karatéka ouzbèke née le 24 janvier 1983 et qui vivait dans la province de Kachkadaria fin 2006. Elle a remporté le titre de championne d'Asie en kumite individuel féminin plus de 60 kilos et open aux VIIe championnats d'Asie de karaté puis la médaille d'or dans la première de ces deux épreuves aux XVe Jeux asiatiques.

## Résultats
| Résultat | Date             | Épreuve                   | Catégorie | Compétition              | Ville hôte                              |
| -------- | ---------------- | ------------------------- | --------- | ------------------------ | --------------------------------------- |
| [ 2 ]    | 2002             | Kumite individuel + 60 kg | Seniors   | Jeux asiatiques 2002     | Pusan, en Corée du Sud                  |
| [ 3 ]    | mai 2005         | Kumite individuel + 60 kg | Seniors   | Championnats d'Asie 2005 | Macao, en République populaire de Chine |
| [ 3 ]    | mai 2005         | Kumite individuel open    | Seniors   | Championnats d'Asie 2005 | Macao, en République populaire de Chine |
| [ 4 ]    | 13 décembre 2006 | Kumite individuel + 60 kg | Seniors   | Jeux asiatiques 2006     | Doha, au Qatar                          |